# Ferrocarril de la mina del Perrunal
El ferrocarril de la mina del Perrunal fue una pequeña línea férrea española, de carácter minero, que estuvo operativa entre 1901 y 1969. En la actualidad el trazado se encuentra desmantelado.

## Historia
En 1901 se acometió la construcción de este ferrocarril que buscaba enlazar las instalaciones de la mina del Perrunal con la línea Zafra-Huelva, permitiendo así dar salida a los minerales extraídos hasta el puerto de Huelva. Las obras corrieron a cargo de la propietaria del yacimiento, la Sociedad Francesa de Piritas de Huelva. El trazado, que tenía una longitud de 4,090 kilómetros y era de ancho ibérico, conectaba la mina con la estación de El Cerro de Andévalo. Durante su trayecto la vía discurría en paralelo a la línea Empalme-La Zarza, que llegaba hasta la cercana mina de La Zarza. 
En 1941, tras la nacionalización de toda la red de ancho ibérico, esta pequeña línea pasó a manos de la recién creada RENFE. El ferrocarril se mantuvo operativo hasta su clausura en diciembre de 1969, al igual que la explotación minera. Tras quedar en desuso, años después las vías fueron levantadas. En la actualidad el trazado se encuentra desmantelado, si bien se conservan en buen estado su firme, desmontes y terraplenes.